# Йоакім Ернст Еттінген-Еттінгенський
Йоакім Ернст Еттінген-Еттінгенський (нім. Joachim Ernst zu Oettingen-Oettingen, 31 березня 1612 — 8 серпня 1658) — німецький дворянин XVII століття, граф Еттінген-Еттінгенський, син графа Людвіга Ебергарда Еттінген-Еттінгенського та Маргарити Ербахської.

## Біографія
Йоакім Ернст народився 31 березня 1612 року в Еттінгені. Він був одинадцятою дитиною та п'ятим сином в родині графа Еттінген-Еттінгенського Людвіга Ебергарда та його дружини Маргарити Ербахської. На момент його народження із старших братів в живих залишався тільки Фрідріх, і сестриː Марія Магдалена, Анна Єлизавета, Барбара Доротея, Крістіна та Агата. За рік народилась ще одна сестра — Софія.
8 грудня 1633 року Йоакім Ернст взяв за дружину графиню Анну Сибіллу Сольмс-Зонненвальдську. Весілля відбулося в Еттінгені. У подружжя народилося двоє доньок. Наступного дня після народження молодшої доньки Анна Сибілла померла.
За кілька років граф пошлюбився вдруге. Його обраницею стала 17-річна графиня Анна Доротея Гогенлое-Нойнштайнська, старша донька Крафта VII Гогенлое-Нойнштайн-Вайкерсхаймського. Весілля відбулося 8 грудня 1638 року у Нойнштайні. У подружжя народилося четверо дітей. Після народження молодшої доньки Анна Доротея померла.
За три роки Йоакім Ернст одружився втретє. 9 травня 1747 року він повінчався із пфальцграфинею Зульцбаською Анною Софією. Весілля пройшло у Нюрнберзі. У подружжя народилося восьмеро дітей, з яких шестеро досягли дорослого віку.
8 серпня 1658 року Йоакім Ернст помер у Гарбурзькому замку з невизначених причин.

## Родина
Дружина — Анна Сибілла Сольмс-Зонненвальдська
Дітиː
- Софія Маргарита (1634—1664) — дружина маркграфа Бранденбург-Ансбахського Альбрехта II, мала п'ятеро дітей;
- Анна Крістіна (18 вересня 1635) — померла після народження.

Дружина — Анна Доротея Гогенлое-Нойнштайнська
Дітиː
- Марія Доротея Софія (1639—1698) — дружина герцога Вюртембергу Ебергарда III, мала десятеро дітей;
- Крафт Людвіг (1641—1660);
- Альбрехт Ернст (1642—1683) — рейхсфюрст Еттінген-Еттінгена, був двічі одруженим, мав восьмеро дітей;
- Сюзанна Йоганна (1643—1713) — дружина графа Кастелл-Ремлінґенського Фрідріха Магнуса, дітей не мала.

Дружина — Анна Софія Зульцбаська
Дітиː
- Йоакім Ернест  (1648—1677)
- Марія Елеонора  (1649—1681) вийшла заміж за рейхсграфа Віндіш-Ґратц Готліба Амадея. Мала із ним одинадцятеро дітей за шістнадцять років шлюбу. [2]
- Крістіан Август (1650—1689)
- Ядвіґа Софія  (19 вересня—14 жовтня 1651) померла немовлям.
- Ядвіґа Августа  (1652—1724) стала дружиною Фердінанда фон Штадль, барона Корнберга та Рігерсбурга. Дітей не мала. [3]
- Маґдалена Софія  (1654—1691) вийшла заміж за графа Йоганна Людвіга Гогенлое-Кюнцелсау. Дітей не мали.[4]
- Філіпп Готфрід  (14 травня—26 липня 1655) помер немовлям.
- Ебергардіна Софія Юліана  (1656—1743) стала дружиною графа Еттінґен-Валлерштайнського Філіппа Карла. Мала з ним сина та доньку.[5]